# Oskarshamns distrikt
Oskarshamns distrikt är ett distrikt i Oskarshamns kommun och Kalmar län. 
Distriktet ligger i och omkring Oskarshamn. 

## Tidigare administrativ tillhörighet
Distriktet inrättades 2016 och utgörs av en del av området som Oskarshamns stad omfattade till 1971, delen som staden omfattade före 1967.
Området motsvarar den omfattning Oskarshamns församling hade 1999/2000 och fick 1873 efter utbrytning ur Döderhults församling.